# Hydatopsyche feminalis
Hydatopsyche feminalis är en nattsländeart som beskrevs av Martynov 1934. Hydatopsyche feminalis ingår i släktet Hydatopsyche och familjen ryssjenattsländor. Inga underarter finns listade i Catalogue of Life.